# 林柏生
林 柏生（りん はくせい、1902年 - 1946年10月8日）は、中華民国の政治家・ジャーナリスト。南京国民政府（汪兆銘政権）の要人で、汪兆銘（汪精衛）本人にとっても側近的存在である。号は石泉。

## 事績
1920年（民国9年）、広州の私立嶺南大学で学ぶが、1923年（民国12年）、ストライキに参加したため、退学処分を受けた。1925年（民国14年）7月、汪兆銘の秘書となる。10月、ソ連に留学し、モスクワ中山大学で学んだ。翌年9月に帰国し、黄埔軍官学校政治教官に任命されている。1927年（民国16年）12月、蔣介石と対立して下野した汪に随従してフランスに向かった。
1929年（民国18年）冬、香港に赴任し、南華通訊社を創設した。翌年2月には、『南華日報』を創刊している。1932年（民国21年）、上海で『中華日報』を創刊した。同年4月、国民政府僑務委員会常務委員となり、翌年には立法院立法委員となった。1937年（民国26年）、中国国民党中央宣伝部特派員を兼任し、翌年2月には香港で国際問題研究所を設立している。
1938年（民国27年）12月より、林柏生は、汪兆銘に随従して親日政権の樹立事務に携わる。翌1939年（民国28年）8月、中国国民党第6期（汪派）で執行委員会常務委員兼中央宣伝部副部長となり、さらに中華通訊社社長に就任した。1940年（民国29年）2月、中央宣伝部部長に昇格している。3月30日、南京国民政府（汪兆銘政権）の正式な成立とともに、中央政治会議指定委員、国民政府行政院宣伝部部長（特任官）となった。1941年（民国30年）、清郷委員会委員となり、さらに新国民運動促進委員会常務委員兼秘書長にもなっている。1943年（民国32年）1月、最高国防会議委員となり、翌年12月には、安徽省省長などに就任した。
日本敗北後、林柏生は陳公博に随従して日本へ亡命したが、10月3日、陳らとともに中国へ送還された。1946年（民国35年）5月31日、首都高級法院で死刑判決を受ける。
同年10月8日、南京老虎橋監獄内で処刑された。享年45。

## 注
1. 1 2  『大陸年鑑 昭和十八年』大陸新報社、400頁。
2. ↑  『国民政府公報』（南京）、民国29年4月1日、国民政府文官処印鋳局、10頁。
3. ↑  徐友春主編『民国人物大辞典 増訂版』は、10月13日、としているが、劉傑『漢奸裁判』、168頁に従い、10月3日に修正する。